# フィリップ・リビングストン
フィリップ・リビングストン（英:Philip Livingston、1716年1月15日-1778年6月12日）は、現在のアメリカ合衆国ニューヨーク生まれの商人、政治家である。1775年から1778年まで大陸会議のニューヨーク代表となり、アメリカ独立宣言に署名した。

## 伝記

### 家族の歴史
リビングストンはニューヨークのオールバニで、著名なリビングストン家に生まれた。ニューヨークに移民してきて「リビングストン荘園」と呼ばれる大きな封土を支配した祖父は、初代荘園領主ロバートと呼ばれた。父は名前が同じフィリップ (1686-1749)であり、2代目荘園領主であった。しかし、リビングストンは4男であり、資産の相続はできなかった。2代目荘園領主の妻、リビングストンの母はオールバニ市長ピーター・ヴァン・ブラフの娘であった。

### 経歴
リビングストンはイェール大学で学び1737年に卒業した。その後ニューヨーク市に移り、商人としての経験を積んだ。商人として著名になり、1754年に市会議員に選ばれた。1763年まで毎年再選され続けた。1754年にはまた、7植民地の会合であるオールバニ会議の代議員としても出席した。そこで、他の植民地の代議員と会合し、インディアンと交渉し、フレンチ・インディアン戦争への対処について共通の計画を議論した。議論は植民地の同盟計画にも発展したが、イギリス王ジョージ2世に拒否された。
リビングストンは戦争のための軍隊を起こし予算付けする運動の積極的推進者になり、1759年にはニューヨーク植民地議会議員に選ばれた。この職は1769年まで続け、1768年には議長を務めた。1765年10月、印紙法会議に出席し、アメリカ独立戦争への序曲として最初の公式なイギリス王室に対する抗議書を作った。会議の中では急進的な集団と強い連帯で結ばれた。ニューヨーク市の通信委員会に加わり、他の植民地の指導者との対話を続け、またニューヨーク市の60人委員会にも参加した。
1775年にニューヨークがニューヨーク植民地会議を設立したとき、その議長となった。その年大陸会議の代議員の一人にも選ばれた。大陸会議ではイギリスとの分離を強く支持し、1776年には他の代議員とともにアメリカ独立宣言に加わった。
新しいニューヨーク邦憲法が採択された後で、1777年に邦上院議員に選出され、一方で大陸会議代議員も続けた。1778年、ペンシルベニアのヨーク市で開かれていた第6会期に出席しているときに急死し、そこのプロスペクトヒル墓地に埋葬されている。リビングストンは長老派教会員でフリーメイソンであり、後にコロンビア大学となるキングスカレッジの当初からの推進者であった。